# Saint-Germain-en-Brionnais
Saint-Germain-en-Brionnais är en kommun i departementet Saône-et-Loire i regionen Bourgogne-Franche-Comté i östra Frankrike. Kommunen ligger i kantonen La Clayette som tillhör arrondissementet Charolles. År 2022 hade Saint-Germain-en-Brionnais 177 invånare.

## Befolkningsutveckling
Antalet invånare i kommunen Saint-Germain-en-Brionnais
| Referens: INSEE |